# Thora Kulle
Thora Kulle, född Nilsson 20 oktober 1849 i Norrvidinge socken, Malmöhus län, död 12 oktober 1939 i Lund, var en svensk konstvävare.

## Biografi
Kulle, som var dotter till lantbrukare Nils Nilsson och Hanna Åkesdotter, deltog tillsammans med sin svåger Jakob Kulle i det svenska handarbetets förnyelse, som tog sig uttryck i samlandet och kopierandet samt utlärandet av gamla svenska allmogemönster, ett arbetssätt snarlikt det hos Handarbetets vänner. Thora Kulle grundade 1880 tillsammans med Jakob Kulle en vävskola i Lund, vilken 1889 utvidgades till en konstvävnads- och broderiaffär. Hon tilldelades Handarbetets vänners hederspris 1887 och Idunpriset 1910.
Thora Kulle är begravd på Norra kyrkogården i Lund.